# Shepherdia canadensis
Шефердія канадська (Shepherdia canadensis) — це невеликий кущ із роду Shepherdia, який дає їстівні ягоди. Ендемік Канади та півночі США .

## Опис
Рослина являє собою листопадний кущ у відкритих лісах і чагарниках, що виростає максимум до 1–4 метрів.
Плід зазвичай червоний, але є сорт і з жовтими ягодами. Ягоди, незважаючи на те, що вони їстівні, мають гіркий смак, який вимагає обробки перед вживанням.
Вид широко поширений по всій Канаді, за винятком острова Принца Едуарда, а також на заході та півночі США, включаючи Аляску та Айдахо .

## Використання
Що стосується його споживання в їжу, незважаючи на гіркуватий смак його ягід, деякі з корінних народів Канади такі як річка Томпсон Саліш, Лілует і Шусвап у провінції Британська Колумбія, широко збирали його дикі ягоди для споживання.
Щоб споживати ягоди, які мають відтінок гіркоти (особливий кисло-солодкий смак, частково порівнянний зі смаком підсолодженої кави), їх зазвичай збирають і обробляють далі як "sxusem", також пишеться як "sxushem" і "xoosum" або " hooshum» ( «Канадське індійське морозиво » ); приготування якого починається зі збору плодів, підкладаючи під кущі килимок або полотно, вдаряючи по гілках, збираючи дуже стиглі плоди та змішуючи їх з іншими солодкими фруктами, такими як малина . Згодом суміш подрібнюють, а потім збивають, щоб збільшити характерну для цього препарату піну.
Корінні народи, які споживають його, вважають, що цей фрукт має багато корисних властивостей, але слід бути обережним, вживаючи його в надлишку; оскільки хімічні речовини сапоніни, які створюють піну, можуть викликати подразнення шлунково-кишкового тракту, якщо фрукти споживаються у великих кількостях.

## Галерея

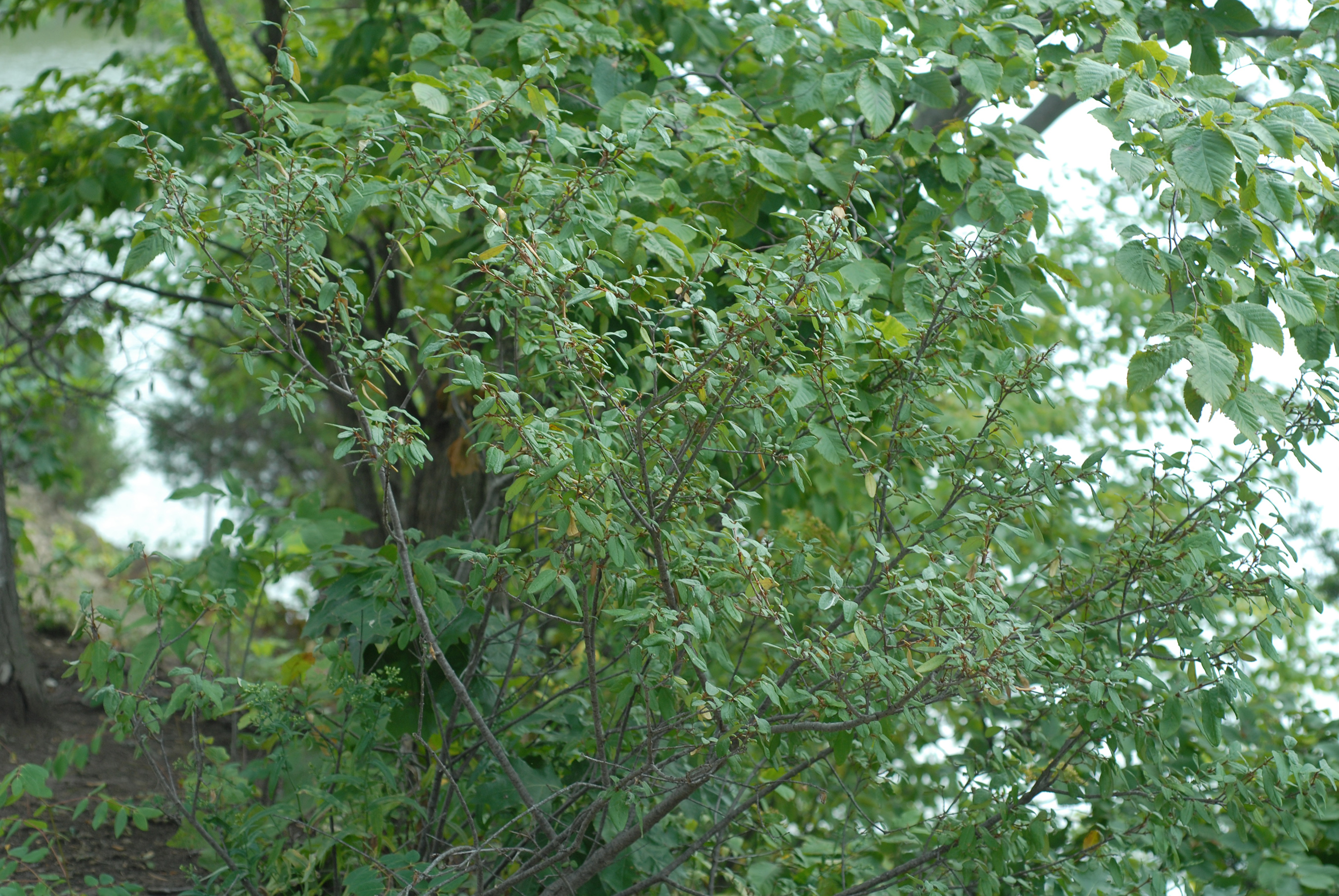
Кущ
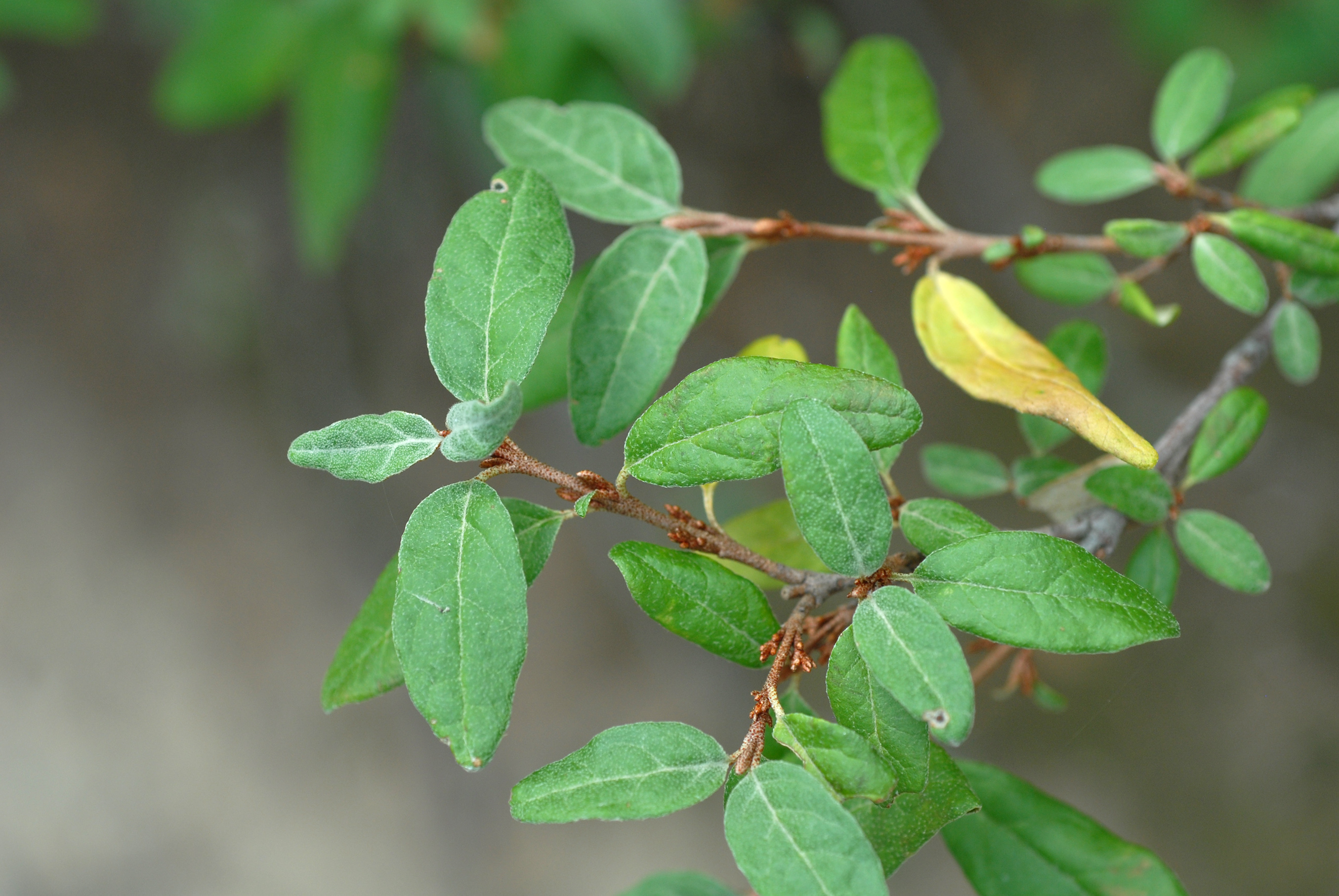
Листя
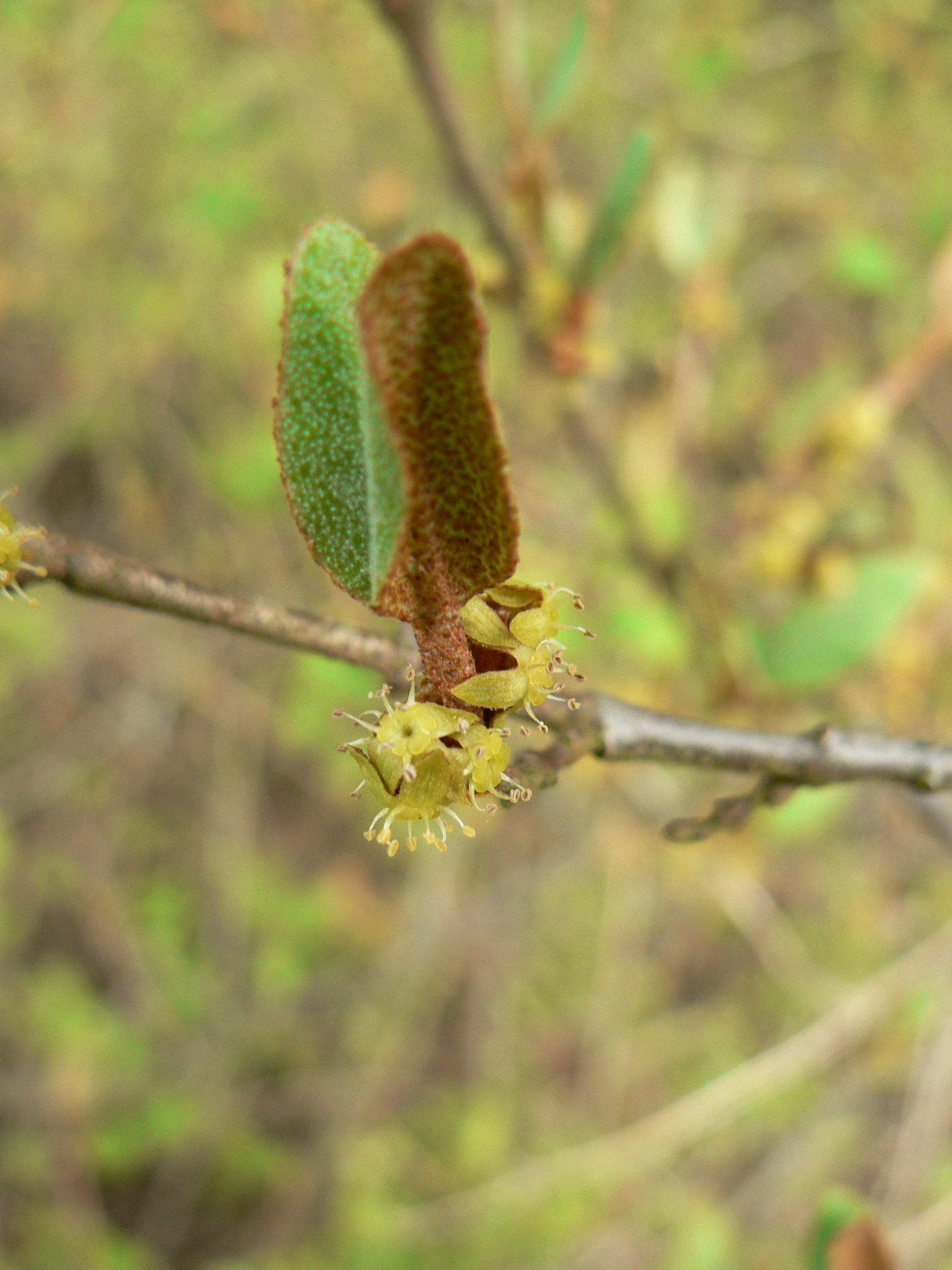
Квіти
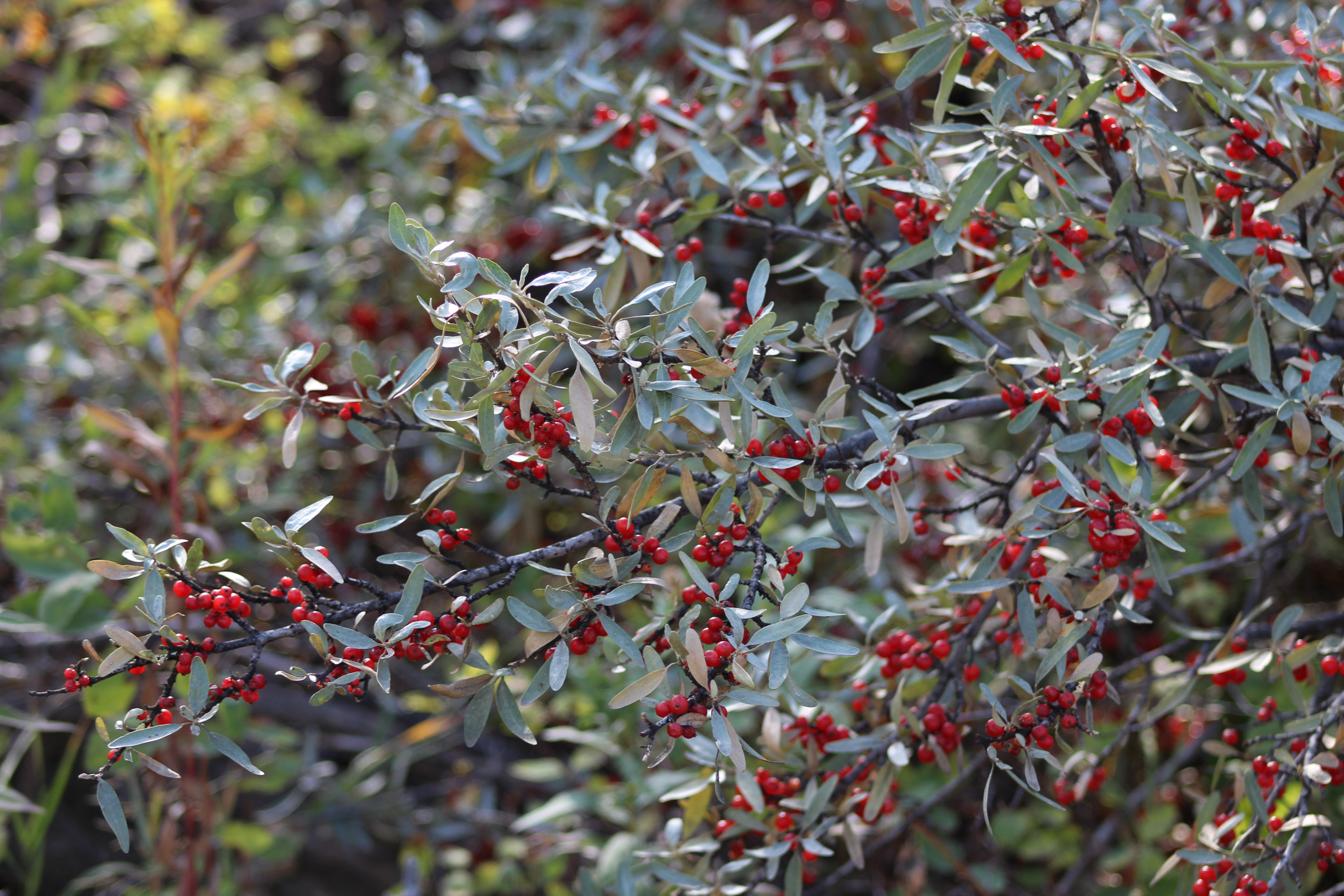
Плоди